# 高恩 (Laysha)
金高銀（韓語：김고은，1992年12月26日—），藝名高恩（고은），是南韓的歌手與舞者，女子團體LXIA前成員與LAYSHA成員，在LAYSHA隊內擔當隊長、主唱與領舞，身高171公分，體重55公斤。在LAYSHA出道前曾參加2014年《Maxim》小姐大賽，在預賽中，他以17票之差擊敗李承妍(이승연)，並晉級到最後16輪。在16輪比賽中，他們以67票之差的優勢擊敗了賽車女郎鄭正赫，晉級八強。她與LAYSHA成員彩真一起成為雜誌《Crazy Giant》2019年1月號的封面模特兒。

## 音樂作品

### 數位單曲
| 單曲 # | 單曲資料                                                  | 曲目                                  |
| 1st    | 《wake me up》 - 發行日期： 2016年7月20日 - 語言：韓語    | 曲目 1. wake me up 2. chocolate cream |
| 2nd    | 《Party Tonight》 - 發行日期： 2017年1月17日 - 語言：韓語 | 曲目 1. Party Tonight                 |
| 3rd    | 《Pink Label》 - 發行日期： 2017年12月18日 - 語言：韓語   | 曲目 1. Pink Label                    |
| 4nd    | 《Freedom》 - 發行日期： 2019年12月24日 - 語言：韓語      | 曲目 1. Freedom                       |

## 影音作品

### 音樂錄影帶
| 日期           | 歌名            | 歌手   | 影音   | 備註   |
| 2016年         | 2016年          | 2016年 | 2016年 | 2016年 |
| -------------- | --------------- | ------ | ------ | ------ |
| 2016年7月19日  | Chocolate Cream | LAYSHA | MV     |        |
| 2017年         |                 |        |        |        |
| 2017年1月16日  | Party Tonight   | LAYSHA | MV     |        |
| 2017年12月23日 | PINK LABEL      | LAYSHA | MV     |        |
| 2019年         |                 |        |        |        |
| 2019年12月17日 | FREEDOM         | LAYSHA | MV     |        |

## 外部連結
- Instagram
- Facebook （页面存档备份，存于）
- AfreecaTV （页面存档备份，存于）